# Amphilius zairensis
Amphilius zairensis е вид лъчеперка от семейство Amphiliidae. Видът е незастрашен от изчезване.

## Разпространение
Разпространен е в Демократична република Конго.

## Описание
На дължина достигат до 9,4 cm.